# Tveta kyrka, Södermanland
Tveta kyrka är en kyrkobyggnad i Tveta, strax utanför Södertälje i Södertälje kommun, Stockholms län. Kyrkan ingår i Södertälje församling i Strängnäs stift.

## Exteriör
Tveta kyrka ligger på en kulle strax norr om Tvetabergs säteri, med utsikt över sjön Måsnaren samt åkrar och ängar. Nedanför kyrkan ligger gamla Tveta skola som numera är IFK Södertäljes klubblokal Kamratstugan och det gamla ålderdomshemmet som numera är Tvetagårdens vandrarhem. De äldsta murpartierna har daterats till 1200-talets slut och kyrkan bestod då av en rakavslutad, enskeppig salkyrka med sakristia i norr.
Under 1400-talets första hälft byggdes västtornet och här finns också huvudingången. Tornhuven är från 1742 och byggd av Lars Ersson. Vapenhuset i söder härrör från 1500-talets början. Vid en restaurering 1907 under arkitekt Sigfrid Cronstedt förlängdes kyrkan mot öster och det nuvarande, rakt avslutade koret byggdes i en stil som harmonierar med de äldre murarna, och glasmålningarna av Albert Eldh i östfönstret insattes.

## Interiör
Kyrkorummet täcks av kryssvalv. De i långhuset härrör från tidigt 1600-tal. Korets valv är samtida med dess högmurar, alltså från 1907, och byggda i liknande stil som de i långhuset. Nuvarande bänkinredning tillkom huvudsakligen vid 1949 års restaurering. Vid en restaurering 1994 under ledning av arkitekt Björn Norman togs några bänkrader bort för att körens utrymme skulle utökas, och de ersattes delvis med lösa stolar. 
Orgeln byggdes 1953 av firman Olof Hammarberg i Göteborg, och den har 14 stämmor. Fasaden från den tidigare orgeln, byggd 1875 återanvändes. Efter 1971 uppfördes en fristående liten glasad byggnad i väster avsedd som väntrum vid förrättningar, och den är ansluten till vapenhuset genom en invändig trappa. Kyrkan fick ett nytt altare i slutet av år 2002, tillverkat av Lennart Lindqvist från Enhörna.

## Orgel
- 1875 bygger E A Setterquist & Son, Örebro en orgel med 6 stämmor, en manual och bihangspedal.
- Den nuvarande orgeln är byggd 1953 av Olof Hammarberg, Göteborg och är pneumatisk. Den har en fri kombination.

| Huvudverk I     | Svällverk II      | Pedal       | Koppel   |
| Principal 8´    | Rörflöjt 8´       | Subbas 16´  | I/P      |
| Gedakt 8´       | Gemshorn 4´       | Gedakt 8´   | II/P     |
| Oktava 4´       | Nasard 2 2/3´     | Koralbas 4´ | II/I     |
| Oktava 2´       | Svegel 2'         |             | II 16'/I |
| Mixtur 3-4 chor | Ters 1 3/5'       |             |          |
|                 | Scharf 2 chor     |             |          |
|                 | Crescendosvällare |             |          |

## Bilder

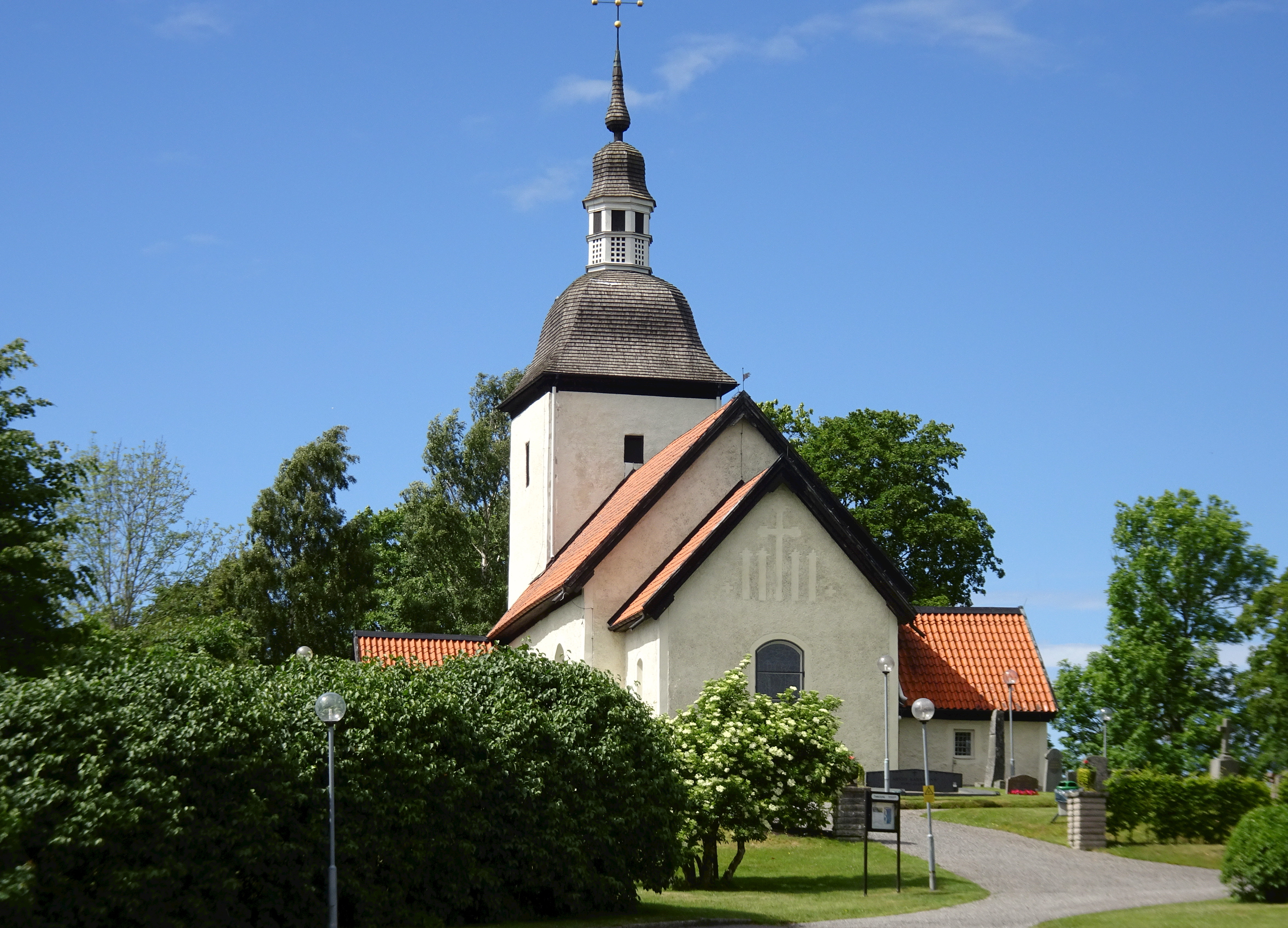
Kyrkan från ost.
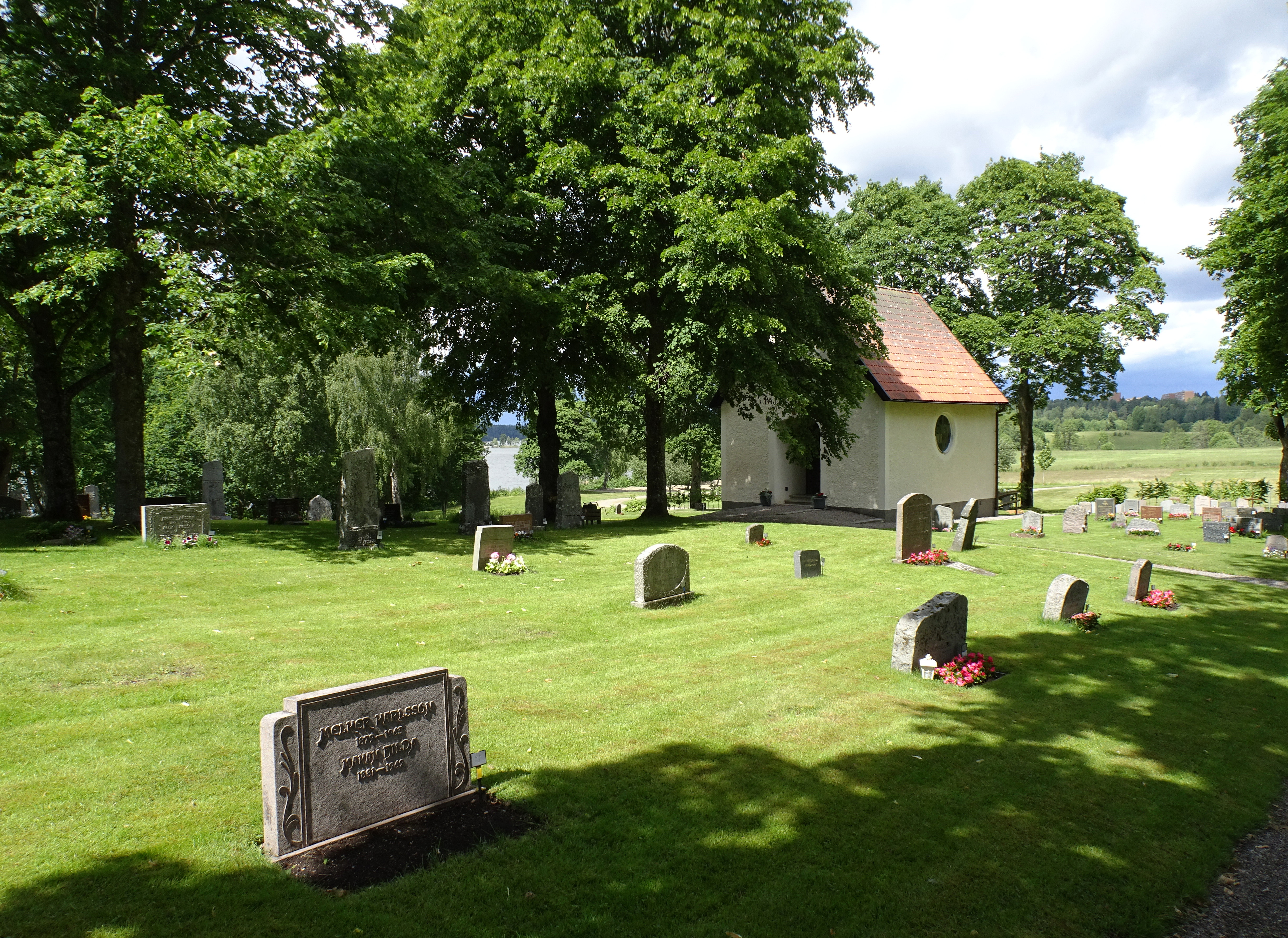
Kyrkogården.
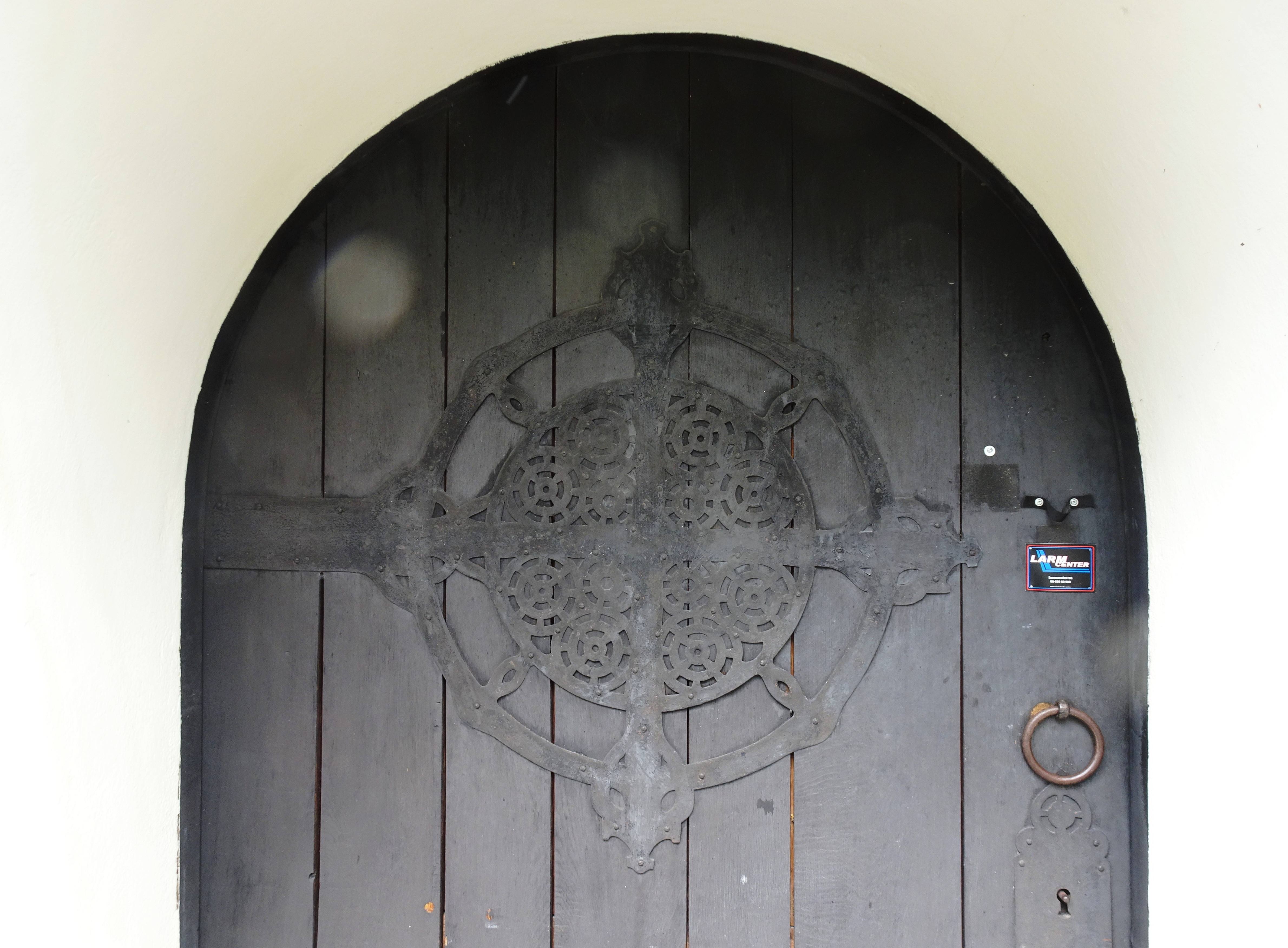
Smide på kyrkporten.
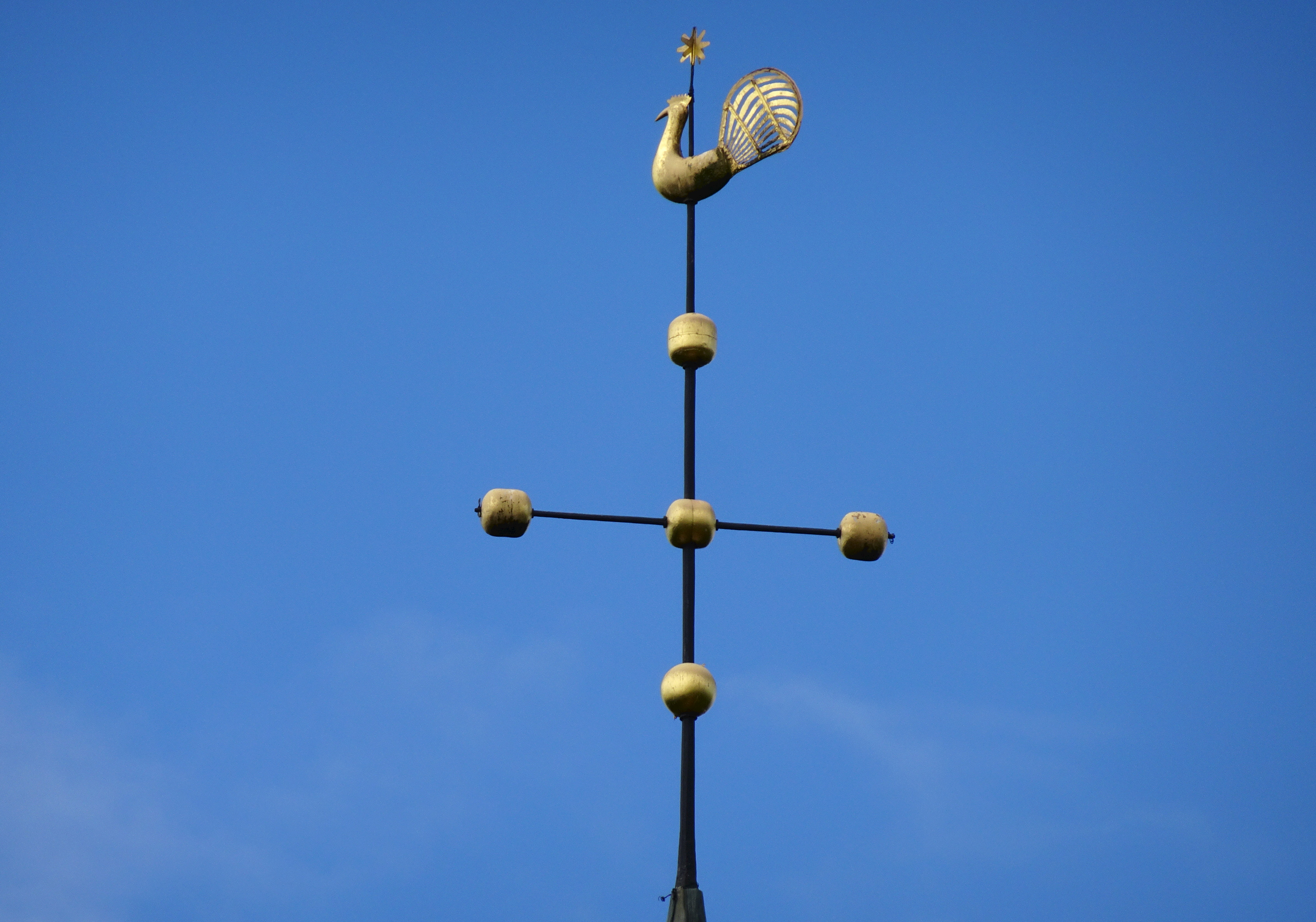
Kyrktuppen.
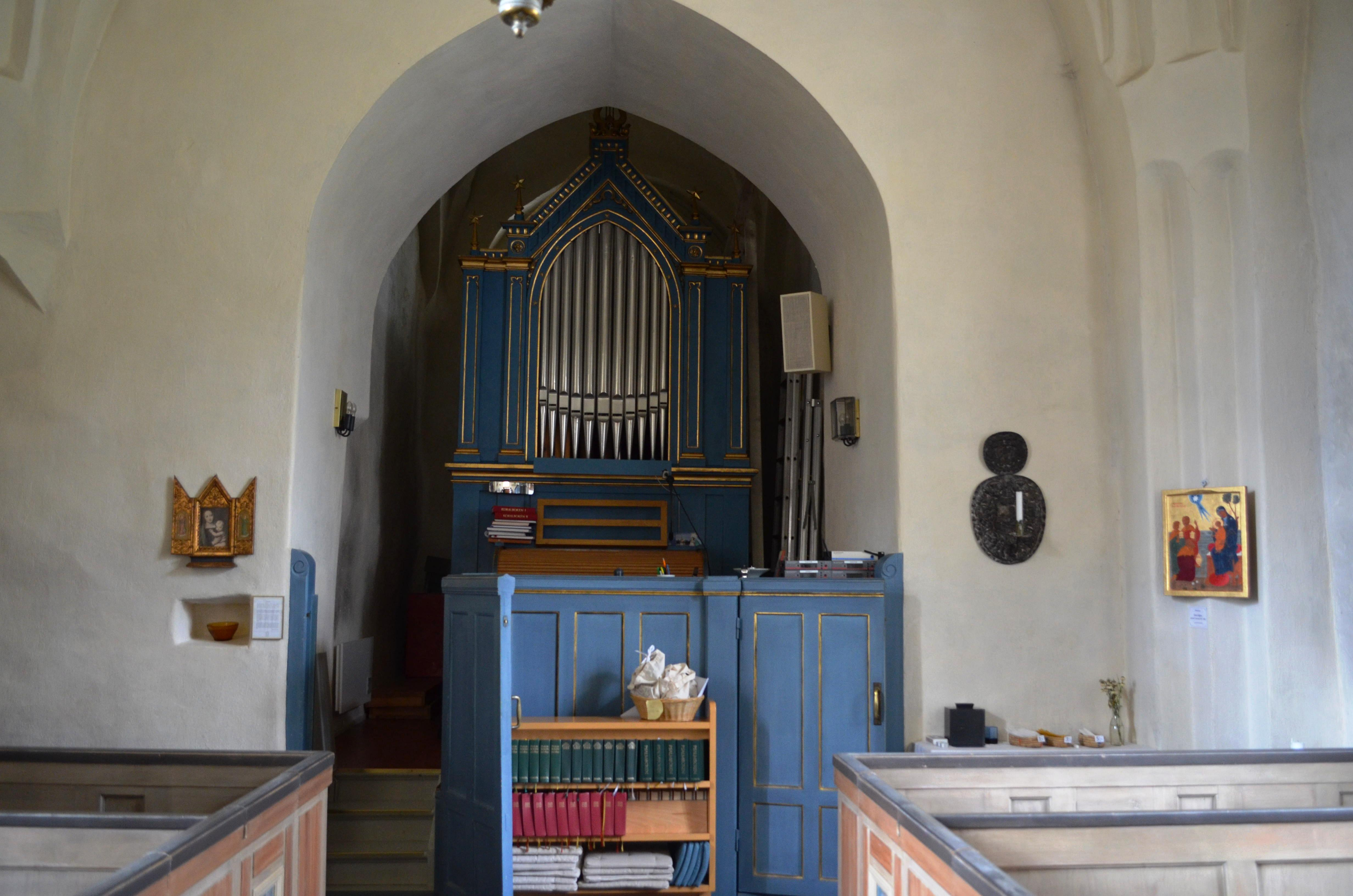
Tveta kyrkas kyrkorgel
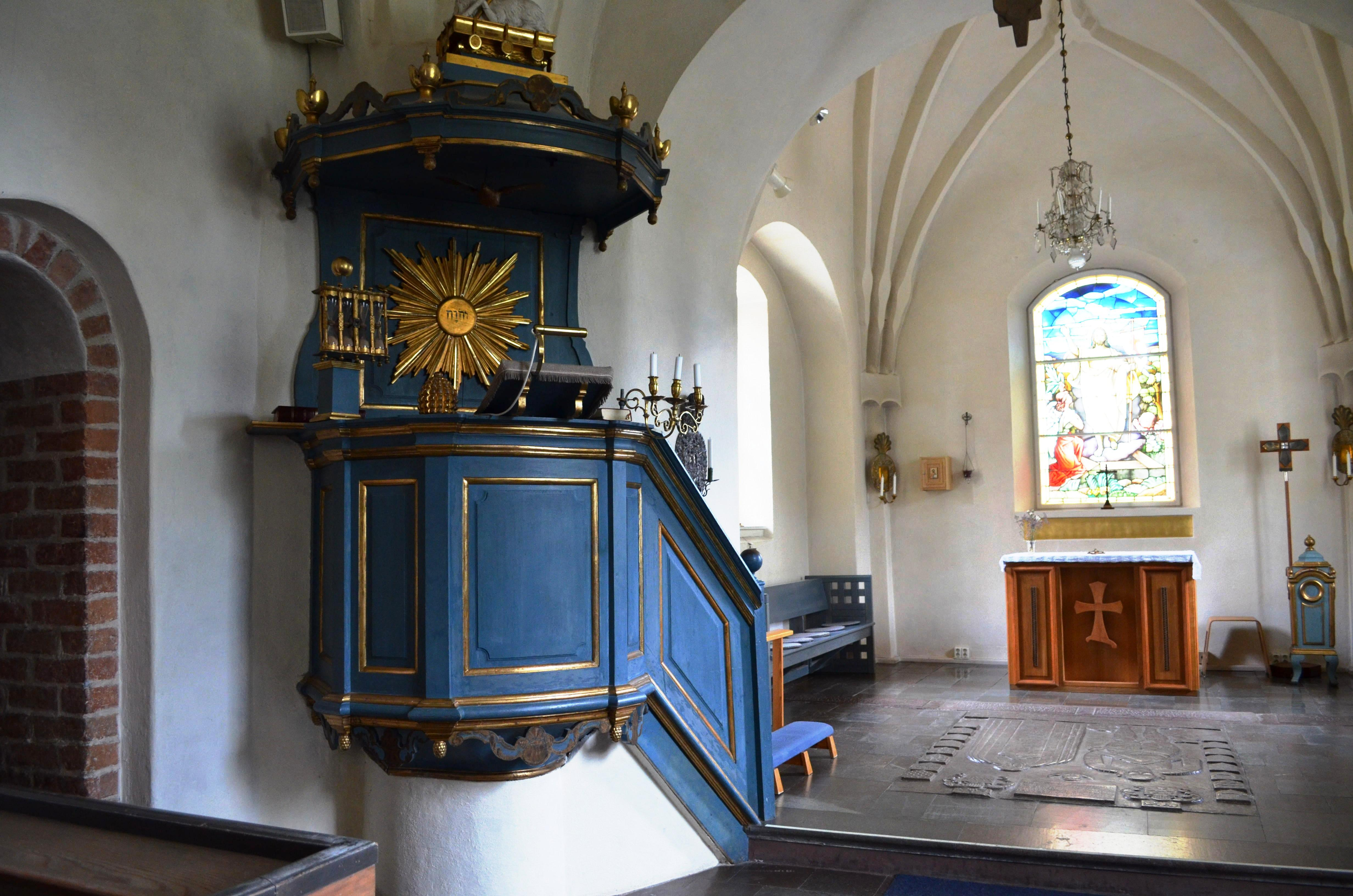
Tveta kyrkas predikstol
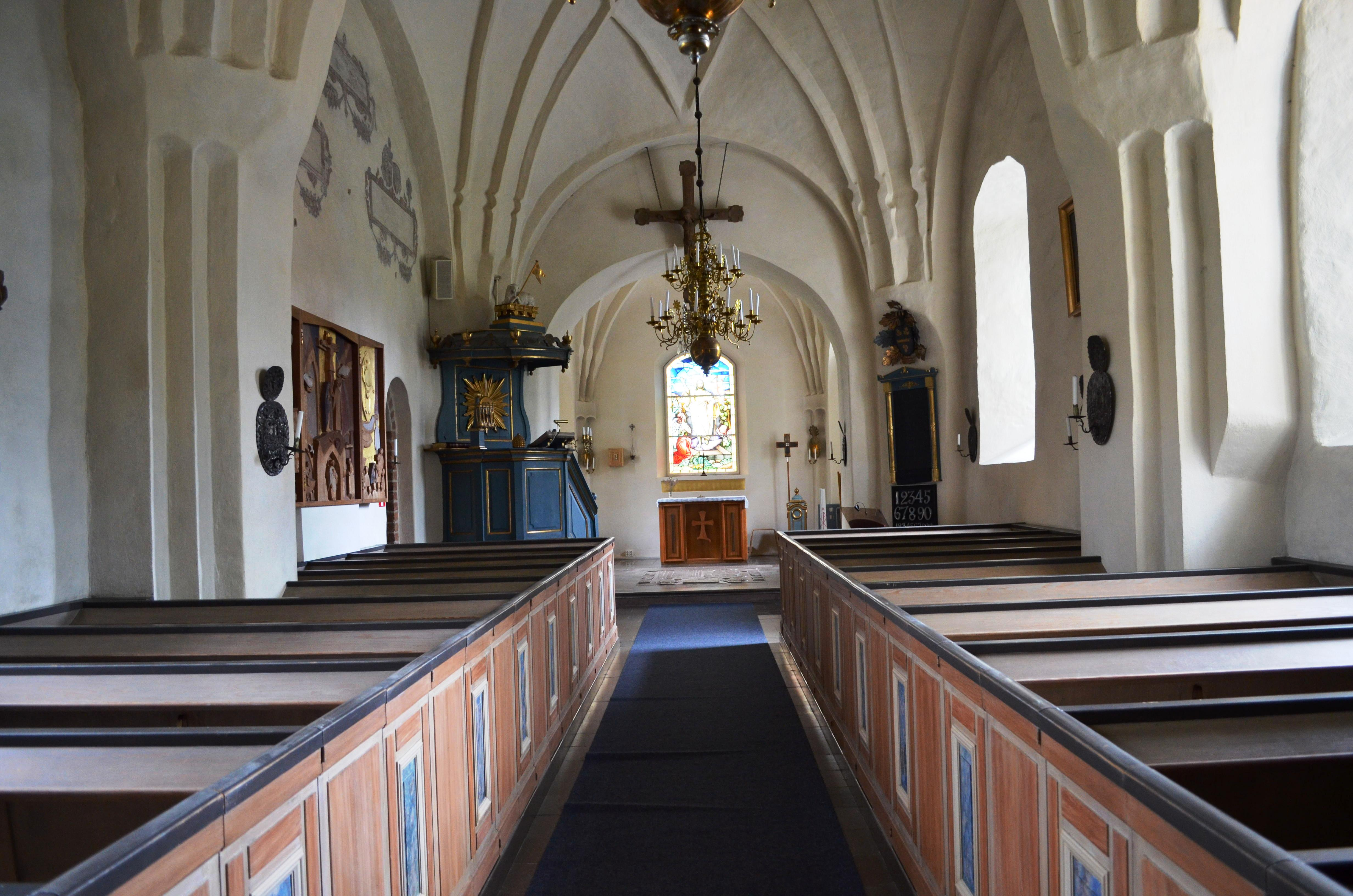
Tveta kyrkas kyrksal